# والتر شرودر
والتر شرودر (انگلیسی: Walter Schröder؛ زادهٔ ۲۹ دسامبر ۱۹۳۲) قایقران روئینگ اهل آلمان بود.
وی در مسابقات کشوری و بین‌المللی در مجموع برندهٔ ۲ مدال طلا شده‌است.